# Экзоде, Андре Жозеф
Андре Жозеф Экзоде (фр. André-Joseph Exaudet; 1710—1762) — французский придворный музыкант-скрипач и композитор эпохи барокко.

## Биография
Благодаря музыкальной одарённости и мастерству А. Ж. Экзоде был в числе ведущих музыкантов Франции того времени.
В январе 1744 года в журнале «Mercure de France» было помещено объявление о публикации шести скрипичных сонат, в котором упоминалось, что А. Ж. Экзоде — ведущий скрипач Академии королевских искусств в Руане.
Играл в ряде оркестров, в том числе в Париже работал в капеллах, с 1749 года — в оркестре академии музыки и танца «Гранд-Опера», с 1751 года — 2-й скрипач «Духовных концертов», позже — оркестра Spirituel. С 1758 года был постоянным членом «Камерной музыки короля» («La Musique de la Chambre du roi»).
С 1759 года А. Ж. Экзоде — ведущий скрипач ансамбля «24 скрипки короля», а также придворный скрипач («маэстро скрипки») принца Конде.
С 1755 года был членом Королевской академии музыки Франции.

## Творчество

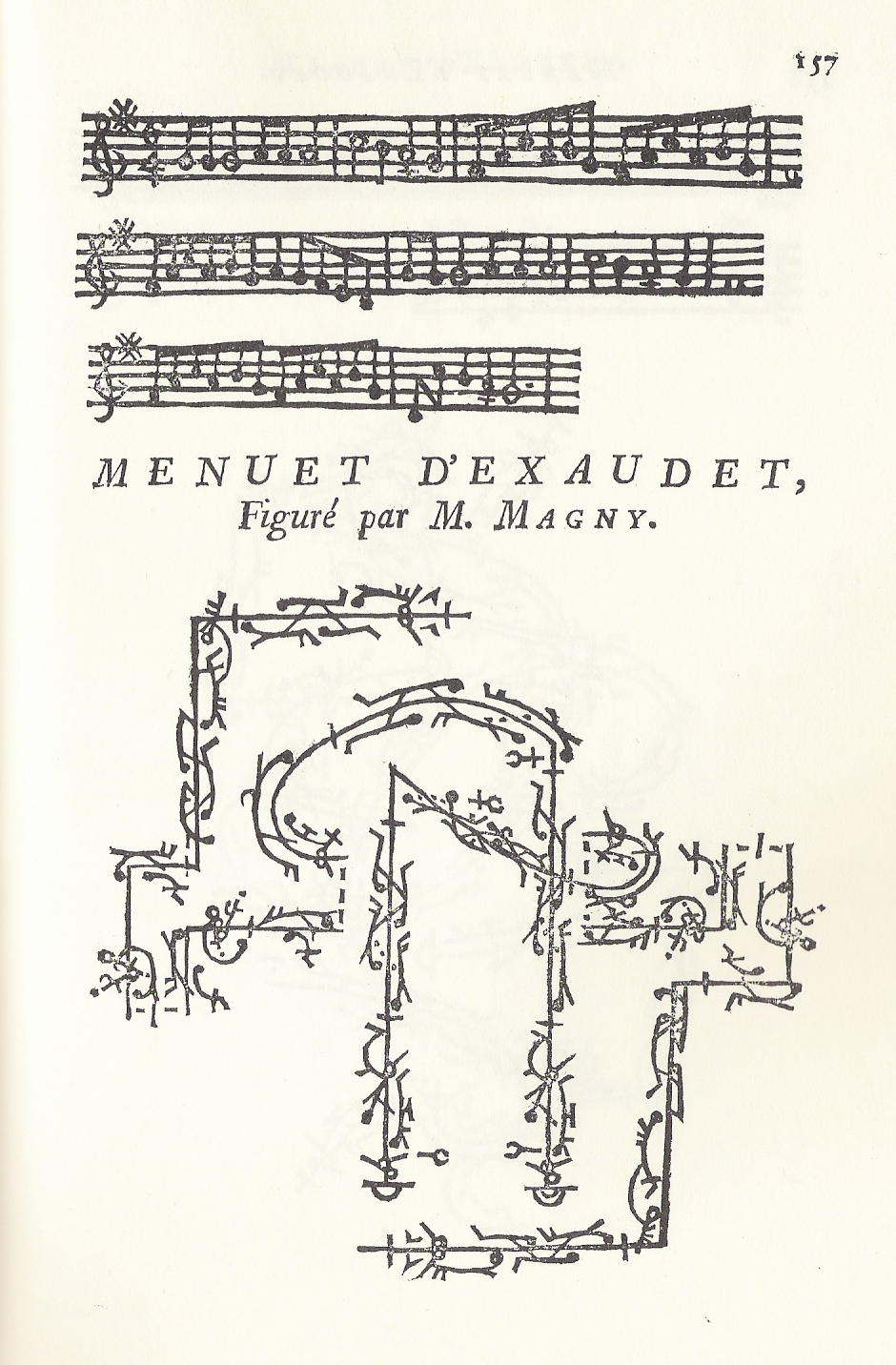
Менуэт А. Ж. Экзоде (Париж, 1765)

Автор сонат для скрипки с генерал-басом. Одним из первых ввёл в сонату романс (в качестве медленной части).
Как композитор, наиболее известен своим знаменитым менуэтом (op.2 № 1, финал), мелодию которого использовали многие композиторы в своих произведениях. Так, через год после первой его публикации Жан-Жозеф Ваде добавил текст и включил менуэт в свою оперу «Суфизант». Менуэт из сонаты № 1 для скрипки пользуется большой популярностью до сих пор.
Исполнение А. Ж. Экзоде отличалось техническим мастерством (игра в высоких позициях, аккорды, двойные ноты и трели), тщательностью отделки деталей.

## Избранные музыкальные сочинения
- 6 сонат для скрипки с basso (1744, Париж),
- 6 сонат для 2-х скрипок с генерал-басом (1751, Париж),
- Сонаты для скрипки с генерал-басом (ок. 1760, Париж),
- Концерт для скрипки соло, 2 скрипок, альта и basso (не издан).